# Panayappan Sethuraman
Dans ce nom indien, Panayappan est le nom du père et Sethuraman est le nom personnel.
Sethuraman Panayappan (S. P.) Sethuraman est un joueur d'échecs indien né le 25 février 1993 à Chennai.
Au 1er décembre 2015, Sethuraman est le 129e joueur mondial et le no 7 indien avec un classement Elo de 2 639.

## Biographie et carrière
Grand maître international depuis 2011, champion d'Inde 2014 et champion d'Asie 2016, Sethuraman a représenté l'Inde lors de l'olympiade d'échecs de 2014 au deuxième échiquier, remportant la médaille de bronze par équipe ainsi que championnat du monde d'échecs par équipes de 2015 (il jouait aussi au deuxième échiquier et l'Inde finit neuvième et avant-dernière).
Lors de la coupe du monde d'échecs 2015 et de la Coupe du monde d'échecs 2017, il fut éliminé au troisième tour par Mamedyarov.
En 2010, Sethuraman remporta le championnat du monde des moins de seize ans.
En 2015, il gagna la première place au championnat d'échecs de Paris (open FIDE) et la médaille de bronze lors du championnat d'Asie d'échecs.
| Année | Lieu            | Résultat       | Ultime adversaire     | Adversaires battus                     |
| ----- | --------------- | -------------- | --------------------- | -------------------------------------- |
| 2015  | Bakou           | troisième tour | Shakhriyar Mamedyarov | Sanan Siouguirov Pentala Harikrishna   |
| 2017  | Tbilissi        | troisième tour | Anish Giri            | Ruslan Ponomariov, Pentala Harikrishna |
| 2019  | Khanty-Mansiïsk | premier tour   | Tamir Nabaty          |                                        |